# Adam Valentin von Redern
Adam Valentin von Redern (* 25. Mai 1589; † 9. Februar 1653) war ein kurbrandenburgischer Oberst, Regimentschef und Stadtkommandant.

## Leben
Adam Valentin entstammte dem altmärkischen Adelsgeschlecht Redern und war Erbherr zu Wolterslage, wo er ein Lehnspferd zu stellen hatte.
Am 1. Mai 1620 erhielt er seine Bestallung als Rittmeister bei der altmärkischen Reiterei. Im Jahre 1624 avancierte er zu Obrist und wurde Amts- und Oberhauptmann bzw. Gouverneur zu Memel. Von 1634 bis 1653 war Redern auch Inhaber des Infanterieregiments (Nr. 14), das er von Oberst Henning von Goetze übernommen hatte. Seit 1635 wurde sein Regiment auf fünf Kompanien reduziert und als Garnison nach Memel und Pillau verlegt. Rederns Nachfolger als Regimentschef wurde Oberst Otto Wilhelm von Podewils.
Fritz von Buch, Erbherr auf Polßen hatte sein Gut Görlsdorf, das er 1605 von den Sparrs erworben hatte, 1632 an Oberstleutnant von Redern veräußert. Nach dem Krieg war das Gut nebst Dorf jedoch ruiniert und ging in den Besitz von Jobst Otto von Hake über, bevor die von Redern es 1720 zurück erwarben. Ebenfalls in der Uckermark war Redern zu Kerkow besitzlich. Neben diesem ererbten altmärkischen und erworbenen uckermärkischen Gütern wurde Redern auch mit Götzhöfen, Tauerlaken, Bachmanns und Bauschkorallen im Amt Memel belehnt.
In der Leichenpredigt seiner Ehefrau Margarita von Jagow a.d.H. Aulosen (1597–1644) wurde Redern auch als kurfürstlich brandenburgischer Rat tituliert.
Aus der Ehe gingen vier Töchter hervor:
- Anna Elisabeth (1633–1689), ⚭ Heinrich Bistram († 1716), Erbherr auf Sehnjen und Odern, Pfandherr auf Waddax, Oberhauptmann zu Selburg
- Juliana Charlotte Sophia († 1693), ⚭ Christopher II. von Fircks (1634–1695), Oberhauptmann zu Tuckum, kurländischer Landmarschall[4]
- Ursula Sabina (1636–1687), ⚭ Johann von den Brincken († 1672), Erbherr auf Scheden und Wallaten
- Margaretha († 1687), ⚭ Johann von den Brincken († 1672), Erbherr auf Scheden und Wallaten